# Distretto di Yangcheon
Yangcheon (Hangŭl: 양천구; Hanja: 陽川區) è un distretto di Seul. Ha una superficie di 17,4 km² e una popolazione di 469.434 abitanti al 2010.